# Municipio de Vernon (Pensilvania)
El municipio de Vernon (en inglés: Vernon Township) es un municipio ubicado en el condado de Crawford en el estado estadounidense de Pensilvania. En el año 2000 tenía una población de 5.499 habitantes y una densidad poblacional de 72 personas por km².

## Geografía
El municipio de Vernon se encuentra ubicado en las coordenadas 41°36′00″N 80°15′59″O / 41.60000, -80.26639.

## Demografía
Según la Oficina del Censo en 2000 los ingresos medios por hogar en la localidad eran de $38,264 y los ingresos medios por familia eran de $46,420. Los hombres tenían unos ingresos medios de $36,272 frente a los $22,095 para las mujeres. La renta per cápita de la localidad era de $21,808. Alrededor del 6,1% de la población estaba por debajo del umbral de pobreza.